# The Ister
The Ister és una pel·lícula del 2004 dirigida per David Barison i Daniel Ross.

## Argument
The Ister estava inspirada per un curs de conferències de 1942 lliurat pel filòsof alemany Martin Heidegger, publicat en 1984 com Hölderlins Hymne »Der Ister«. El curs de conferències de Heidegger es refereix a un poema del poeta alemany Friedrich Hölderlin que tracta sobre el riu Danubi.
La pel·lícula The Ister viatja riu amunt al llarg del Danubi cap a la seva deu, mentre diversos entrevistats discuteixen sobre Heidegger, Hölderlin, i la filosofia. La pel·lícula també es refereix a una sèrie d'altres temes, incloent: temps, poesia, tecnologia, llar, guerra, polítiques, mitologia, nacional socialisme, l'Holocaust, les antigues polis gregues, Sòfocles, Antígona, Agnes Bernauer, Edmund Husserl, la batalla de Vukovar de 1991, i l'Operació Força Aliada de 1999.

## Estructura
The Ister es divideix en cinc capítols més un pròleg i un epíleg
- Pròleg. El mite de Prometeu, o el naixement de la tècnica .' Bernard Stiegler explica el mite de Prometeu ".
- Capítol 1. Ara arriba el foc! On el filòsof Bernard Stiegler combina tècnica i el temps i ens guía de la desembocadura del Danubi a la ciutat de Vukovar a Croàcia.
- Capítol 2. Aquí volem construir. On el filòsof Jean-Luc Nancy aborda el tema de la política i ens guia a través de la República d'Hongria."
- Capítol 3. Quan es passa la prova. On el filòsof Philippe Lacoue- Labarthe ens porta des de la tecnòpolis de  Viena a les profunditats del camp de concentració de Mauthausen, confrontant la declaració més desafiant de Heidegger sobre la tècnica ".
- Capítol 4. 'La roca té necessitat de talls.On el filòsof Bernard Stiegler en guía per aprofundir en les qüestions de la mortalitat i de la història, ja que sortim de Mauthausen per anar a la Befreiungshalle (Saló de l'alliberament)."
- Capítol 5. El que fa el riu, ningú ho sap. On l'artista i director alemany Hans-Jürgen Syberberg ens guia a través del Danubi superior a la font del riu i més enllà."
- Epíleg. Heidegger llegeix Hölderlin'. Heidegger llegeix l'himne de Hölderlin, " Der Ister ."